# Estadio Pierre-Fabre
El Stade Pierre-Fabre es un estadio de rugby situado en Castres (Tarn) y que acoge los partidos del club Castres Olympique desde octubre de 1907.

## Historia del estadio Pierre-Fabre de Castres

### Modernización del estadio, guarida de los Olympiens
El rugby existe desde finales del siglo XIX. Antiguamente se jugaba en Castres en el parque Bouriatte, construido en el mismo lugar que el estadio actual. El estadio fue inaugurado en 1907. 
Situado en el corazón del barrio de Bisséous, el estadio Pierre-Fabre era propiedad del Castres Olympique desde la posguerra. En 1989 fue comprado por la ciudad que lo urbanizó y renovó. En 1993 se construyó una tribuna norte transitable descubierta con 1400 asientos. En 1999, en el lado sur, se añadió una tribuna sur con 1532 asientos. Desde entonces, la capacidad de acogida ha aumentado de 3000 a 7000 asientos . En agosto de 2005, la tribuna norte con 1532 asientos fue trasladada al lado sur del estadio y reemplazada a partir de octubre por una nueva tribuna norte con 2000 asientos. En 2008 se completó una nueva tribuna sur. En octubre de 2014, el stand de Gabarrou fue renovado, pasando de 1400 asientos a 2776 con palcos, refrescos y ascensor. A finales de agosto de 2017, se añadió una planta al Rui Tribune, con lo que cuenta con 1300 asientos con un espacio de recepción de 1906, el salón Georges-Beauville, el pub Gary-Whetton, los camerinos, oficinas y locales de seguridad de Brennus, el SAMU y la Cruz Roja, una sala de prensa, una enfermería para cumplir con los criterios de Etiqueta de Estadio establecidos por la Liga Nacional de Rugby . Desde 2 septembre 2017 la capacidad total de recepción es de 12 500 asientos. El día de su inauguración contra el Montpellier Hérault Rugby, la asistencia fue de 12 022 espectadores, antes de ser derrotado el 7 de abril de 2018 durante el partido contra el Stade Toulouse, con 12 256 espectadores.
En 2022, el estadio Pierre-Fabre estará equipado con un césped sintético más resistente y estético  para responder a las exigencias del Top 14, del rugby profesional nacional e internacional y de las televisiones. El coste estimado es de 1,8 millones de euros. Esta tecnología permite a los diferentes equipos del CO entrenar regularmente en el estadio Pierre-Fabre.
En 1986, el estadio Pierre-Antoine acogió la última final de Copa de Francia ganada por Béziers sobre Aurillac.
A nivel internacional, en 1999, el recinto de Castres acogió un partido de prueba para la selección francesa masculina, que ganó por 62 a 8 a Rumanía. En el marco de la gira de otoño, el 20 de noviembre de 2021, la selección femenina francesa venció a las Black Ferns por segunda vez en un partido amistoso (29-7) en el estadio Pierre-Fabre ante un lleno total. Los neozelandeses son los actuales campeones del mundo desde 2017.

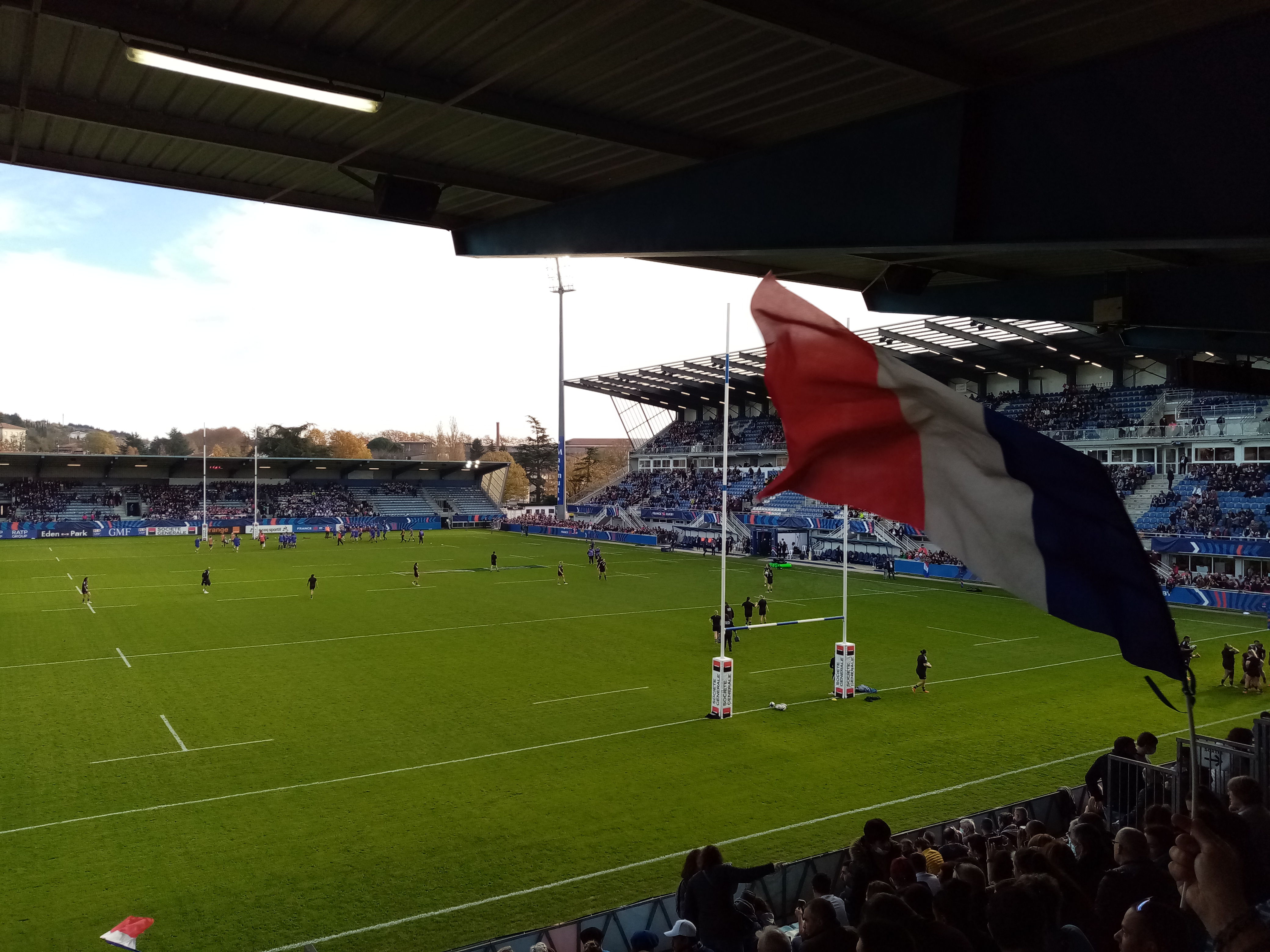
Prepartido en Castres entre Francia y las Black Ferns.
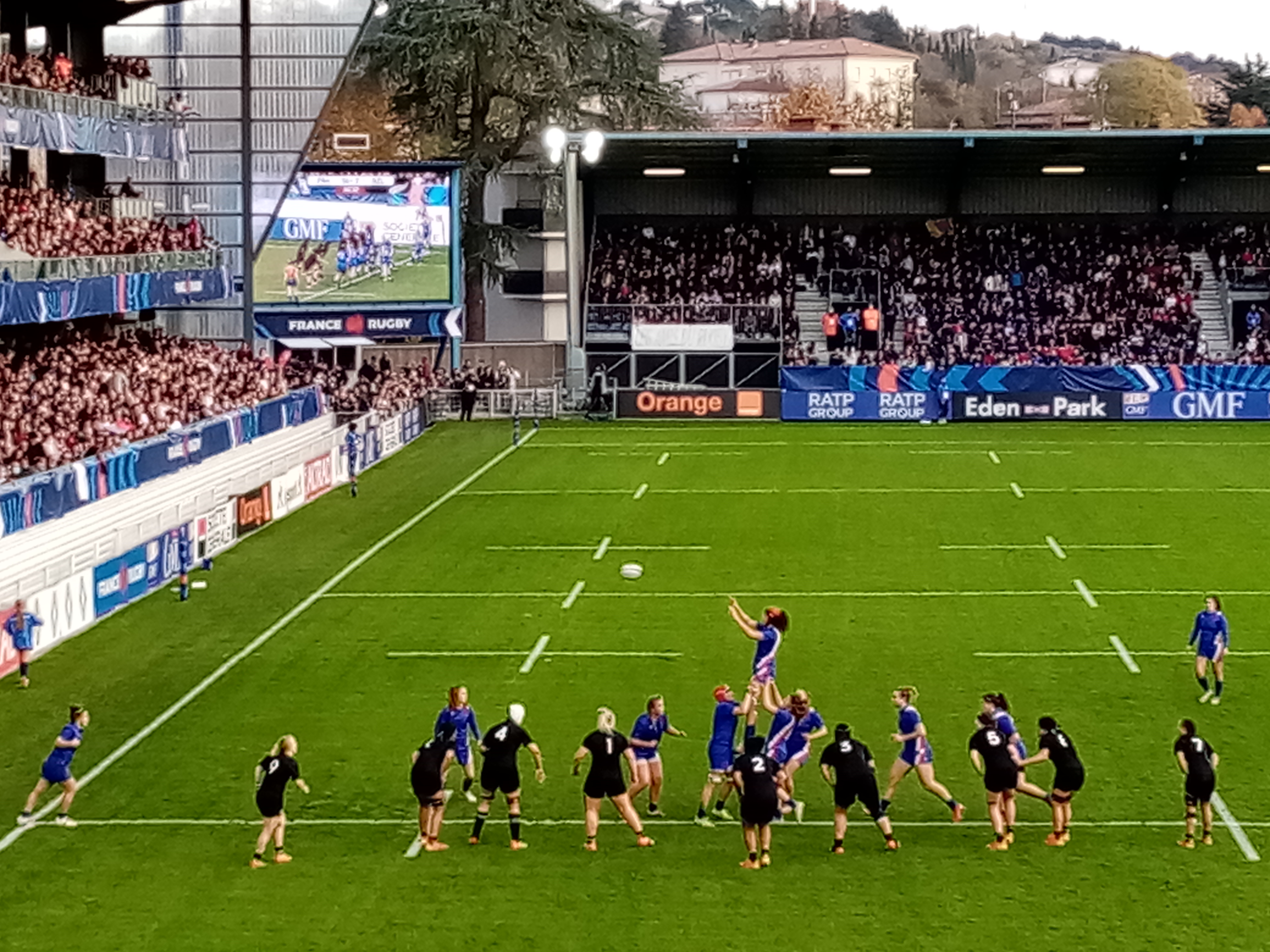
Lanzado junto a los franceses en el estadio Pierre-Fabre.
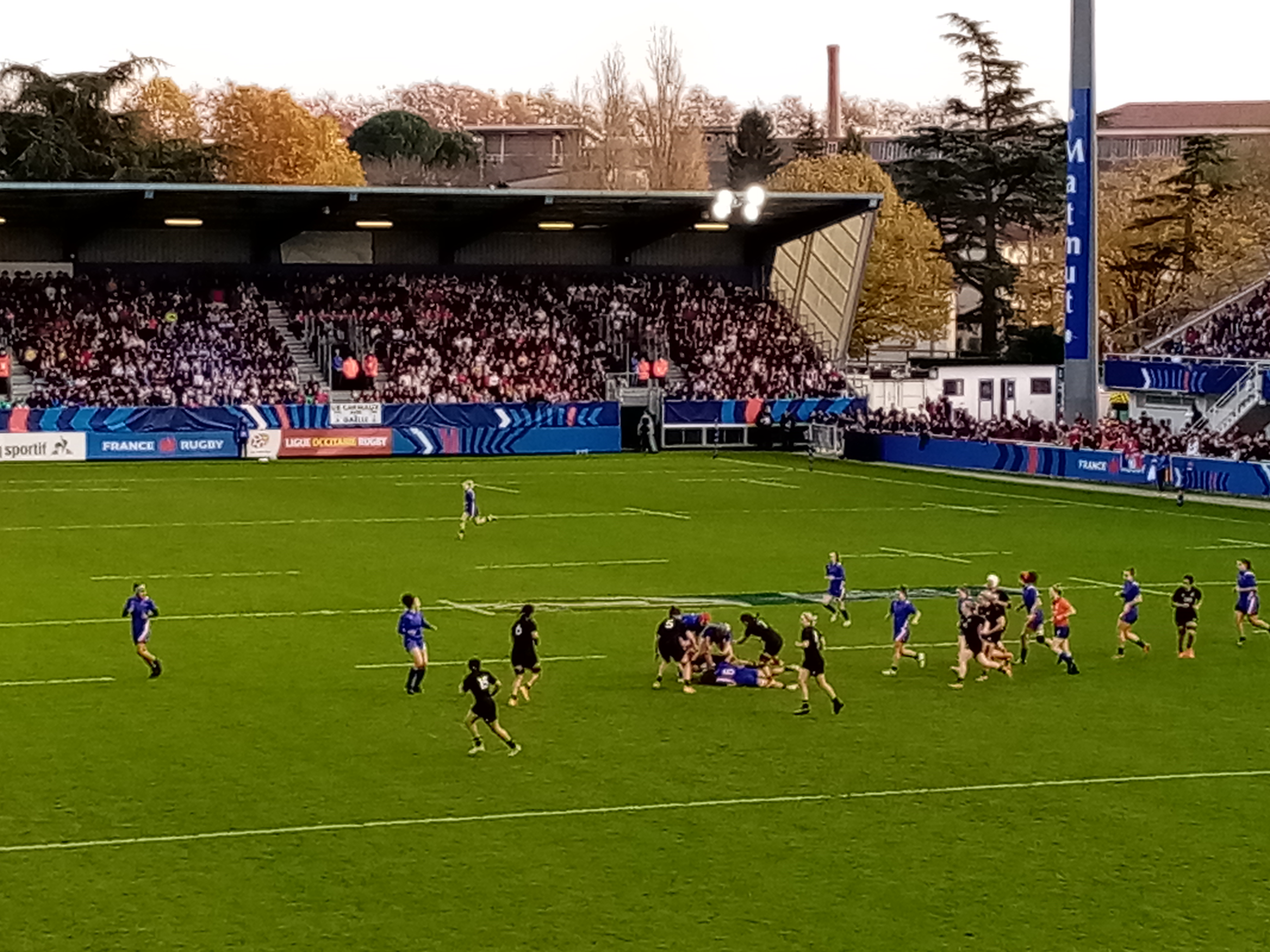
Ofensiva azul contra las Black Ferns en pleno campo de Castres.

Desde el 22 de marzo de 2014, el CO ha puesto en marcha un kop para que los jóvenes de 6 a 12 años puedan asistir gratuitamente a los partidos, reservándoles asientos en la grada sur. El objetivo es desarrollar su pasión por este deporte y que los padres disfruten plenamente del encuentro.  Desde el 2 de septiembre de 2017, los aficionados ya no podrán pagar sus bebidas con cambio en el avituallamiento del estadio. Ahora debes pagar con fichas llamadas fichas que puedes comprar a los vendedores ambulantes.  Obtuvo el sello Pro Stage 2 generación en febrero de 2018.
| Tribuna Francisco-Rui        | 3724 asientos |
| Tribuna Jean-Pierre-Gabarrou | 2776 asientos |
| tribuna norte                | 2000 asientos |
| tribuna sur                  | 2050 asientos |
| Peso                         | 2000 asientos |

Durante el verano de 2022, el césped natural del terreno de juego será sustituido por un césped híbrido . Se realiza colocando césped sobre una capa de juego de sustrato desarrollado y reforzado mediante inyección de fibras sintéticas. Además está dotado de nuevo riego automático adaptado y de una nueva red de drenaje. 
El estadio Pierre-Fabre acogerá, en marzo de 2023 y 2024, bajo la dirección del Comité de Rugby del Tarn, los “escudos del terruño”  que designarán a los campeones de las series amateurs en las Regionales 1, 2 y 3. Les Espoirs du CO y Aviron Castrais  de la Regional 1 también juegan a veces en el Stade Pierre-Fabre.

### Otros usos
Al final de la Segunda Guerra Mundial, durante la Liberación de Castres en 1944, los soldados alemanes fueron hechos prisioneros tras la rendición de las autoridades nazis. Luego, fueron enviados al estadio CO donde acamparon bajo la vigilancia de soldados franceses y combatientes de la resistencia.
El estadio Pierre-Fabre acoge en ocasiones otros eventos como conciertos, partidos de fútbol o fuegos artificiales.
El 26 de julio de 1999, Sud Radio organizó un concierto de Johnny Hallyday en el estadio Pierre-Antoine. 
En su césped se disputaron tres partidos de fútbol. En 2005, en los cuartos de final de la Copa de Francia de fútbol entre el US Albi y el FC Sochaux-Montbéliard  el Tarnais perdió por 3 a 0 contra los Francs-Comtois. En 2011 también tuvo lugar en Castres un amistoso entre el Toulouse FC y el Montpellier HSC del delantero Olivier Giroud . Finalmente, en enero de 2024, el Hauts-Garonnais del Revel estadounidense elige el Stade Pierre-Fabre para enfrentarse al Paris Saint-Germain del capitán Kylian Mbappé, doble campeón de Francia y líder de la Ligue 1 donde pierde 0-9 en 32 de final. de la Copa de Francia. 

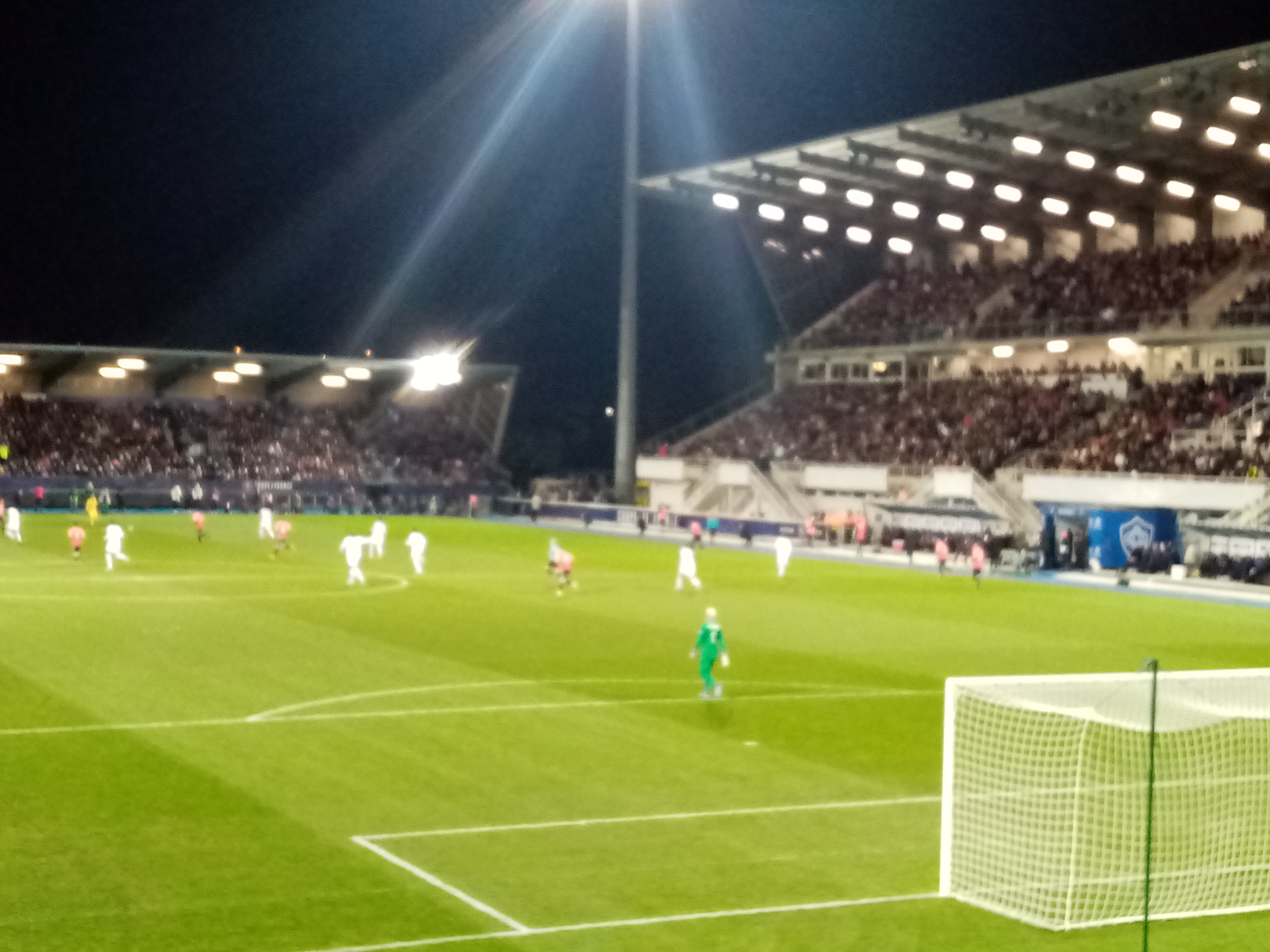
PSG en la Copa de Francia en Pierre-Fabre en 2024.

El Establecimiento Francés de Sangre (EFS), en colaboración con el Olympic Castres, organiza cada año una campaña de donación de sangre en el estadio Pierre-Fabre, en el stand Francis-Rui. Empresas y organizaciones (hoteles, agroalimentarios, seguros, bancos, etc.), estructuras públicas (France Travail) o incluso asociaciones organizan seminarios, reuniones, cócteles en las zonas de recepción, en el salón Georges Beauville e incluso en el césped del Estadio Pierre Fabre.

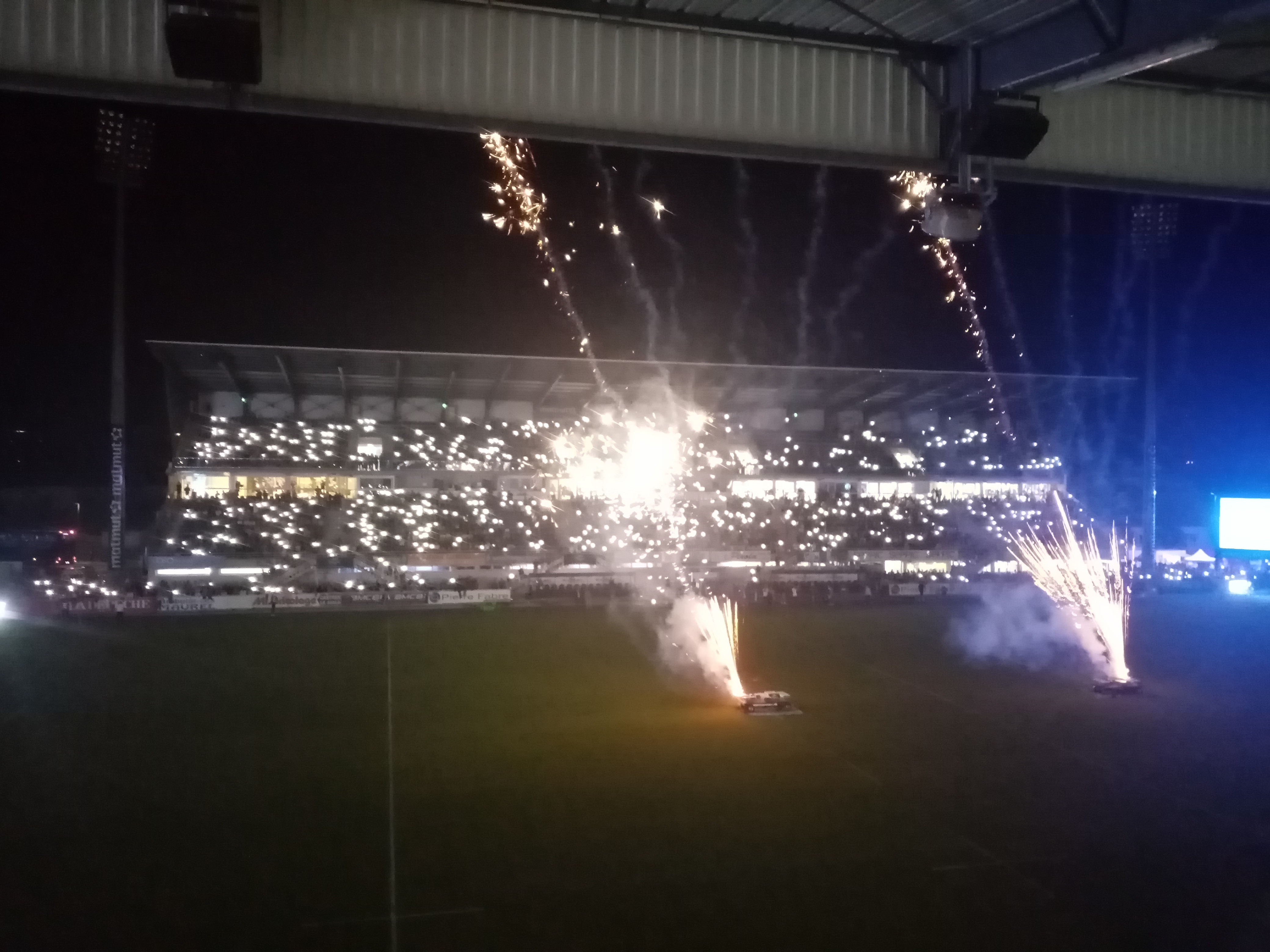
Fuegos artificiales en el estadio Pierre-Fabre de Castres el 28 de junio de 2023.

## Denominación
Antiguamente llamado estadio Pierre-Antoine, llevaba desde septiembre de 1957 el nombre de Jean Pierre-Antoine, jugador del club fallecido a los 35 años. Esta muerte fue el resultado de una lesión en la cabeza durante un partido, el 30 de septiembre de 1956 en el Stade des Ponts-Jumeaux de Toulouse contra el US Montréjeau.
Pasó a llamarse estadio Pierre-Fabre el 9 de septiembre de 2017 en homenaje a Pierre Fabre (fallecido en 2013), fundador del grupo farmacéutico del mismo nombre y propietario del club desde 1988, que apoyó su profesionalización. 